# Trinitatis Kirke (København)
 Denne artikel omhandler Trinitatis Kirke i København. For andre kirker med dette navn, se Trinitatis Kirke.
Trinitatis Kirke ligger på Landemærket, ud mod Købmagergade, over for Regensen, i Københavns centrum. Kirken er en del af det såkaldte Trinitatis kirkekompleks, som ud over kirken omfatter det tidligere universitetsbibliotek, nu udstillingslokale, på en etage over kirken, samt det astronomiske observatorium Rundetårn. Denne artikel handler primært om kirken.

## Historie
De første forlydender om at man ville bygge en studenterkirke ved Regensen stammer fra 1635. I første omgang var det planen at bygge den inden for Universitetsfirkanten, men i løbet af 1636 blev det lavet om til at den skulle ligge på hjørnet af Landemærket og Købmagergade. Dette skyldes sikkert at planerne havde ændret sig fra en kirke til et kompleks med både kirke, bibliotek og astronomisk observatorium. Idéen til denne unikke kombination af funktioner stammer fra bygherren Christian 4.
Grundstenen blev lagt 7. juli 1637, og den første del, Rundetårn, var færdig i 1642, i hvert fald hvis man skal tro den berømte rebus på tårnets facade. Kirken blev først indviet 1. juni 1656, Trinitatis søndag, og biblioteket fulgte 7. juli 1657, altså på 20-årsdagen for grundstensnedlæggelsen. I denne periode nåede tre bygmestre at have ansvaret for byggeriet, nemlig Hans van Steenwinckel den yngre, Leonhard Blasius og Albertus Mathiesen.

### Kirkens navn
Under planlægningen og bygningen kaldtes kirken Studenterkirken eller Regenskirken. Sidstnævnte betegnelse har senere skabt nogen forvirring, da kirkesalen på Regensen også blev kaldt Regenskirken. Først da indvielsen nærmede sig dukkede navnet Hellig Trefoldigheds kirke op. Det er en nærliggende tanke, at navnet er inspireret af kompleksets tredobbelte funktion, men der er ingen dokumentation derfor. Den latinske udgave af navnet, Trinitatis er også nævnt i arkiverne, men den blev først den foretrukne i 1700-tallet. Dette gælder dog kun officielle omtaler; i det daglige omtaltes kirken mest som Runde kirke. Dette skyldes ikke kun kirkens forbindelse med Rundetårn, men også at kirken i 1683 tildeltes Runde sogn, som egentlig tilhørte den aldrig færdigbyggede Sankt Anna Rotunda. Før da havde kirkens menighed kun omfattet universitetet.

### Kirken før branden
Da kirken var færdigbygget fremstod den som en høj, lang murstensbygning uden megen pynt. Den var muret med små hollandske mursten, "mopper", som alle var gule, men kortenderne var blevet farvet røde. Stenene blev lagt i krydsforbandt, med det resultat, at murene er vandret stribede i gult og rødt. Det er samme mønster og farver som på Oldenborgernes våben, hvilket næppe er en tilfældighed. Taget var tækket med skifer, og i østenden var placeret en kobbertækket tagrytter med kirkens klokker. Tagrytteren blev repareret og dens udseende muligvis ændret i 1675.
Bygningens vestgavl er sammenbygget med Rundetårn. Langsiderne er opdelt i otte lige store fag med støttepiller, der står på høje granitsokler og som slutter et stykke fra taggesimsen. Det østlige fag har afskårne hjørner, så østenden virker afrundet. I hvert fag og i østgavlen var der et højt spidsbuevindue med jernsprosser til kirkerummet, og et oprindeligt rektangulært vindue til biblioteksetagen. Tårnet havde oprindeligt rundbuede vinduesåbninger, så kompleksets deling i tre funktioner gik igen i vinduesformerne. På taget var der kvistvinduer i to rækker som gav lys til det såkaldte ringerloft.
Der var fire indgangsportaler til kirken, to på nordsiden og to på sydsiden. I tredje fag, talt fra øst, var de mindre korportaler, og i syvende fag var hovedportalerne. Kirkens sydside blev betragtet som forsiden, og hovedportalen her var derfor den flotteste.
Overfladisk betragtet har komplekset lignet en traditionel landsbykirke, med koret i øst og tårnet i vest, men Rundetårn har aldrig været kirketårn. Dets eneste funktion i forhold til kirken var, og er, at det giver adgang til de øvre etager, såsom orgelpulpitur og ringerloft.
Rundt om kirken var der anlagt en kirkegård, som det fremgår af Geddes kort over kvarteret i 1757. Kirkegården var omgivet af en hegnsmur ud mod de omliggende gader.
I vestgavlen, som blev rejst først, er der blændede vinduer, som kunne indikere, at man i starten havde tænkt sig at kirken skulle have et fladt loft, men da blændingerne er udført med de samme mursten som resten af bygningen, så må man have ombestemt sig allerede under opførelsen, til at lave hvælvede lofter. Kirkerummet blev opdelt med to rækker med hver syv søjler i de samme otte fag i længderetningen, som ses i kirkens ydre, og i tre skibe i tværretningen, et bredt midterskib og to smallere sideskibe. Mere om indretningen under Interiør nedenfor.
Da kirken blev bygget var den den næststørste i byen, kun overgået af Vor Frue Kirke. Med tanke på, at kirken kun var tænkt anvendt af universitetets studerende og professorer virker det lidt overdimensioneret, og alt tyder da også på, at det var det ovenoverliggende biblioteks pladsbehov, der bestemte kirkens størrelse.

### Branden i 1728
Trinitatis Kirke gik ikke fri af Københavns brand 1728, selvom den ikke blev så hårdt ramt som andre kirker i byen. Tagkonstruktionen blev antændt og rytterspiret styrtede ned i biblioteket og slog hul på nogle af hvælvingerne i kirkerummet, hvilket gjorde, at ilden fik fat i inventaret, som alt sammen blev ødelagt, på nær metaldelene, inklusive kirkesølvet. Kirkens mure og hvælvinger modstod ilden, og de efterfølgende reparationer ændrede ikke afgørende ved kirkens udseende. Københavns Universitetsbibliotek, der lå på kirkeloftet, udbrændte.
Der var nødvendigt med en ny taggesims, og naturligvis et nyt tag og rytterspir. Tagrytteren blev igen kobberbelagt, men det nye tag blev tækket med sortglaserede teglsten, i stedet for det tidligere skifer. Der blev igen indsat kvistvinduer, dog kun i én række. Af regnskaberne fremgår, at der kun var udgifter til 16 vinduer i kirkerummet, hvilket indebærer at vinduet i østgavlen, bag alteret, senest på dette tidspunkt var blændet, men sikkert har været det et stykke tid før branden.
Indvendigt var det nødvendigt at reparere sokler og kapitæler på søjlerne, og de hvælvinger, der var beskadiget af de nedfaldende dele. Alt træinventar blev fornyet, og gulvet blev belagt med Ølands-fliser. Kirken blev genindviet 7. oktober 1731 og de sørgelige rester af universitetsbiblioteket flyttede ind igen.
Der er ikke mange oplysninger om kirkens historie resten af 1700-tallet. Den blev istandsat i 1763, men der foreligger ingen detaljer om, hvad istandsættelsen gik ud på.
Efter Københavns brand 1795, som ikke berørte Trinitatis, blev det pålagt bygningerne inden for voldene at tegne en brandforsikring. Præmien for kirken gjorde et stort indhug i dens magre indtægter, og kirkens prokurator N.C. Kall foreslog derfor, at man byggede butikker ved kirken, og lejede dem ud, så man derved kunne øge kirkens indtægter. Forslaget blev godkendt og opførelsen begyndte i 1798. Det meste af kirkegården nord for kirken blev inddraget, og butikkerne lå langs Købmagergade fra Rundetårn til Landemærket, og videre hen ad Landemærket.

### Bombardementet 1807
Ved englændernes bombardement af København i 1807 blev også Trinitatiskomplekset ramt, ligesom det var i fare for at blive inddraget i de efterfølgende storbrande. Takket været kirkeværgen Tvermoes blev skaderne minimeret. Fire bomber slog ned i biblioteket, men trængte ikke igennem til kirkerummet. Reparationerne af bygningen beløb sig til relativt beskedne 3000 rigsdaler, og der er ikke nogen angivelser af, at kirken skulle have været lukket som følge af skaderne, i hvert fald ikke i nogen længere periode.

### Reformationsfesten 1817
Selv om kirken ikke blev ramt fik bombardementet alligevel indflydelse på bygningen, idet Vor Frue Kirke var blevet helt ødelagt, og Trinitatis overtog rollen som byens fineste kirke. Den opfyldte dog ikke helt betingelserne, da man i 1817 ville fejre 300 året for reformationen, og nogle ombygninger blev nødvendige.
Som nævnt blev den sydvestre portal betragtet som kirkens hovedindgang, men adgangen gennem hegnsmuren og over kirkegården var ikke egnet til de optog af præster og professorer, som skulle deltage i festen, så man besluttede at "vende" kirken, dvs. gøre nordsiden til kirkens forside. De små butikker på hjørnet af Landemærket blev nedlagt, og det samme skete med den resterende del af kirkegården nord for kirken. Derved blev hele kirkens facade mod Landemærket frilagt og indgangene let tilgængelige, men de originale portaler var ikke fine nok, så de blev udskiftet med nye, tegnet af P. Malling. Den østlige indgang måtte genåbnes, da den havde stået tilmuret i en årrække (hvor længe vides ikke).
Der blev ved denne lejlighed også foretaget ændringer inde i kirken, se nedenfor under Interiør.

### Renoveringer i 1800-tallet
I 1834-35 blev der gennemført en større restaurering af kirken ved G.F. Hetsch, finansieret af en testamentarisk gave fra Christopher Hauschildt. Det meste af arbejdet fandt sted inde i kirken, men i denne forbindelse nævnes for første gang et sakristi, som er tilbygget på korets sydside. Hvornår tilbygningen er opført vides ikke.
Taget blev istandsat i 1848-49, uden at det påvirkede kirkens udseende.
I 1861 flyttede universitetsbiblioteket fra kirkeloftet til Herholdts biblioteksbygning i Fiolstræde.
I forbindelse med at kirkens patronat overgik fra universitetet til magistraten, blev der i 1869-71 foretaget en ny stor restaurering under N.S. Nebelongs ledelse, denne gang også af de udvendige dele af bygningen. Sakristiet på korets sydside blev fjernet, og et nyt blev bygget ved østgavlen. Det er ca. 3 m × 6 m med afskårne hjørner, og blev i 1960 omdannet til præsteværelse. Det indeholder også en trappe ned til fyrkælderen, som på dette tidspunkt blev indrettet i et af gravrummene under alteret.
De to vestlige indgange blev flyttet til det vestligste fag i bygningen, og de gamle åbninger muret til. Samtidig blev Mallings to nordvendte portaler fra 1817 og den ældre sydvestlige portal udskiftet med nye i portlandcement. Kun den sydøstre indgang står nu med den oprindelige portal.
En del af støttepillerne fik udskiftet granitsoklerne, og det mellemliggende murværk blev pudset op i samme højde som soklerne med grå cementpuds, som optisk binder soklerne sammen. Vinduerne i biblioteksetagen blev udskiftet med dobbelt spidsbuede vinduer, som dem i Rundetårn. Indgangen fra Rundetårn til kirkerummet blev genåbnet efter at have været tilmuret i længere tid – hvor længe vides ikke. Thurahs snittegning er ikke helt entydig på det punkt.

### Ringerloftet
Loftsetagen over biblioteksetagen kaldes ringerloftet af den enkle grund, at det er herfra kirkens klokker betjenes, og dette foregår stadig (i 2006) manuelt. Loftet har ikke været indrettet til anden anvendelse, men det har alligevel i tidens løb været udlejet til forskellige formål. Omkring år 1800 lejede garver Lund det i ti år til tørring af huder, og derefter lejede kirkens portner, Christen Simonsen, som havde en fjerfabrikation ved siden af, loftet og gårdrummet bag butikkerne, men om han ligefrem holdt høns på loftet fremgår ikke.
I 2006 begyndte en ombygning, som også inddrager ringerloftet, med det formål at skabe bedre forhold for både de ansatte og de besøgende i Rundetårn og udstillingslokalet. På ringerloftet skulle indrettes magasiner og garderober. Direktørens lejlighed i Rundetårn indrettes til administration. Ombygningen forventedes at vare til januar 2008.

## Kirkebygningen
Kirkens eksteriør fremstår i dag med det udseende, som den fik ved renoveringen omkring 1870. Formen er et langhus opdelt med støttepiller i otte fag, hvor det østligste har affasede hjørner. Der er indgangsportaler i tredje og ottende fag, talt fra øst, på begge sider af bygningen. Hvert fag har et højt, spidsbuet, jernindfattet vindue med klart glas på hver side. I østgavlen er der en blænding i samme størrelse, som er delvis dækket af en lav tilbygning med præsteværelse.
Murstenenes rød- og gulstribede mønster sløres i dag af århundredes akkumulerede snavs, men kan dog stadig ses, når man går tættere på bygningen. Støttepillerne står på høje granitsokler, og muren imellem soklerne er pudset grå med cementpuds op i samme højde. Støttepillerne slutter et stykke fra taggesimsen, mellem biblioteksetagens vinduer, og er inddækket med kobber. Kirkens ryttertag, som er afvalmet i østenden og let opskalket, er tækket med sortglaserede tegl. Over andet fag sidder en ottekantet, kobberbeklædt tagrytter med kirkens klokker.

## Interiør
Kirkerummet er opdelt af to søjlerækker, med hver syv ens ottekantede søjler, i midterskib og to sideskibe, og i otte fag i længderetningen. Hvert fag har spidsbuede krydshvælv, dekoreret med ribber som i dag er fremhævet med forgyldning. Sideskibenes hvælvinger har ens dekoration, men i midterskibet er de varieret, så kun fag 3, 4 og 7 har samme mønster, og selv de adskiller ved de små masker og figurer, som er placeret hvor ribberne mødes. Fag 2 og 6 har i princippet også ens ribbemønster, men i fag 6 sidder der en stor toproset med rigsvåbnet.
Gulvet er belagt med fliser i to farver, grå og rødbrun, i en form for mønster.
- Interiør set mod øst.
- Interiør set mod vest.
- Krydshvælv fag 2.
- Rigsvåben i fag 6.

### Inventar før 1728
Ved branden i 1728 blev alt inventaret ødelagt, med undtagelse af kirkesølvet. Oplysningerne om kirkens interiør før branden er sparsomt. De større inventardele behandles nedenfor, i deres respektive afsnit.
I de første år synes kirkens udstyr at have været ret beskedent, nærmest midlertidigt, bortset fra orglet, som var et af byens største og fineste. Der var ingen pulpiturer, andet end orgelpulpituret, da der var rigelig plads i gulvets stolestader til den begrænsede menighed, som indtil 1683 kun omfattede universitetets studerende og professorer.
Selv efter at kirken fik et sogn tildelt var der tilsyneladende pladser nok, da det varede frem til 1690 før man besluttede at bygge tre pulpiturer og til 1703 før man ansøgte om midler til fuldførelsen. Det ene pulpitur var placeret under orglet, og de to andre har sandsynligvis været placeret langs ydervæggene, på samme måde som i kirken i dag.

### Inventar efter 1728
I modsætning til det ydre, så blev det indre af kirken ikke rekonstrueret som det var før branden, men man valgte at udstyre kirken efter tidens mode, dvs i rigt dekoreret barokstil. Der blev bygget pulpiturer under orglet og langs ydevæggene, mod syd i to etager, med lukkede stole, som det ses på Thurahs snittegning. De større inventardele omtales nedenfor.
I 1757 tilkom en af kirkerummets mere usædvanlige inventardele, det store standur, som er anbragt op ad søjlen overfor prædikestolen. Uret er udført af Peter Michael Abel, og matcher prædikestolen både stilmæssigt og i farver, marmorering og forgyldning. På trods af dets alder, så fungerer uret stadig.
I 1807 indrettedes en interimistisk kongestol på pulpituret under orglet, til den dobbelte fødselsdagsfest, som blev afholdt 1808 for Kongen og Kronprinsen, men til reformationsfesten 1817 blev der bygget en reel kongestol samme sted. Til reformationsfesten blev der også bygget et pulpitur til musikerne i begge sider af koret, fra andet søjlepar og rundt bag alteret, hvor der var en trappe op til det. Det var anbragt så højt, at de senere indbyggede skriftestole kunne være under det. "Orchesteret", som pulpituret kaldtes, omtales endnu i 1870, men må være fjernet kort tid efter.
Fra starten af 1730'erne havde kirken tre skriftestole stående i koret, men de blev udskiftet i 1835 med de to lukkede stuer, som i dag ses i korets sidegange. G.F. Hetsch tegnede de nye skriftestole så de passede ind under musikpulpituret, og de faldt på den måde naturligt ind i rummet. Efter at pulpituret er fjernet virker de knapt så naturlige. Skriftestolene benyttes naturligvis ikke længere til deres oprindelige formål, fx tjener den søndre som kontor for kirketjeneren.
Ved flytningen af indgangsportalerne fra fag syv til otte i 1869-71 blev der indrettet to forstuer med egetræsvægge i sideskibene, mellem sidste søjlepar og vestgavlen. Den tværgang, der havde været mellem de gamle portaler blev fyldt ud med stolestader. Søjler og hvælv blev ved denne ombygning malet i livlige farver, og stod sådan frem til 1909.
Rummet blev renoveret i 1982-83 hvor man tilstræbte at komme tilbage til et udseende som i 1730'erne, dog uden at genetablere pulpiturerne i andet niveau og de lukkede stole. De eksisterende pulpiturer blev malet op i deres oprindelige farver. Det var også ved denne lejlighed at ribberne i hvælvingerne blev forgyldt igen.

### Stolestader
De oprindelige stole i skibet var opdelt på samme måde som de nuværende, med en bred midtergang og to smallere sidegange, men meget mere vides ikke om dem. Professorerne havde stole i koret.
Efter branden blev de stader vi ser i dag sat op, og der er ikke sket væsentlige ændringer i placeringen siden, bortset fra den nævnte udfyldning af tværgangen i 1869-71. Der er lange stole fra midtergangen ud til den udvendige side af søjlernes baser, og korte stole langs ydemurene. De har alle gavle prydet med pilastre og kronet med muslingeskaller, der oprindeligt blev skåret af billedskærer Henrich Fischer. Der er 138 af disse skaller i kirken i dag, og af dem er 103 stadig de originale fra 1730-32. Stolestaderne har deres låger bevaret, og der sidder stadig store jernlåse på dem.
Ved istandsættelsen i 1869-71 blev oliemalingen renset af staderne, og de blev i stedet klarlakeret, så de fik det udseende de står med i dag.

### Altertavler
Kirkens første alterprydelse var et krucifix som blev opstillet 30. maj 1656. Det var udført af Willum snedker og malet af Tobias Frum, og blev brugt frem til april 1686, hvor det blev udskiftet med en ny, mere pompøs altertavle. Krucifixet blev afhændet til Sankt Nikolajs Kirkes værge. Den nye altertavle var tegnet af generalbygmesteren Lambert van Haven, som også udførte altermaleriet. Tyge Lauritsen Worm stod for billedskærerarbejdet. L. van Havens løn for arbejdet, som også omfattede to andre malerier, skulle være en muret grav under koret.
Efter branden fik Johan Frederik Ehbisch til opgave at udføre en ny altertavle og prædikestol. Den blev opstillet i 1731, og er et omfattende barokstykke i arkitektonisk opbygning, og prydet med frifigurer. Den første tid stod tavlen umalet, indtil en donation gjorde det muligt at lade den staffere og forgylde i 1756. Siden da er den blevet renoveret i 1834-35, hvor palmegrenene over storfeltet også kom til, og i 1870, 1908, 1931-40 og 1960, men uden at der er sket afgørende ændringer i udseendet. Den nuværende rødbrune marmorering menes at stamme tilbage til 1870 eller 1908.
Englene på hver side af korskranken menes også at være skåret af Ehbisch. Messingbalustrene i korskranken er i øvrigt støbt med anvendelse af materiale fra den gamle korgitter.

### Prædikestole
Der foreligger ingen oplysninger om den første prædikestols udseende. I 1721 blev den udskiftet med en ny i blå og hvid norsk marmor. I lydhimmelen var en sol, som blev forgyldt med ægte bladguld. Stenhuggerens navn kendes ikke.
Efter branden, i 1731, fik kirken sin nuværende prædikestol, som nævnt udformet af Ehbisch i hans meget dekorerede barokstil. På samme måde som altertavlen stod stolen ustafferet indtil 1756, hvor den blev marmoreret i samme farver som altertavlen, med forgyldte og bronzerede detaljer. Ligesom altertavlen er stafferingen fornyet i 1825, 1871 og 1908. Figurerne på toppen af den brede lydhimmel fremstiller kærligheden, håbet og troen. Helligåndsduen på lydhimlens underside er fra 1934, ellers er prædikestolen ikke ændret siden opstillingen.

### Døbefonte
Først i 1660 blev der indrettet en dåb i kirken, idet man anskaffede et egetræsbord til formålet. Man har formodentlig anvendt et af de fire dåbsfade, som nævnes i senere inventarier, men hvis anskaffelsesår ikke kendes. Først omkring 1685 blev der anskaffet en fontefod, betalt af en privat donation. Man kan forestille sig, at der var blevet et større behov for dåbshandlingen, efter at kirken i 1683 var blevet tildelt et sogn, end da den kun var studenterkirke. Fontefoden var af smedejern, og blev i 1872 skænket til Nationalmuseet. I 1685 blev der også indrettet et dåbsgitter omkring dåben, med 32 drejede messingpiller, betalt af "en fornem matrone". Kun smedejernsfoden overlevede branden i 1728.
Ved genindretningen af kirken udførte Diderik Gercken en ny font i hvid italiensk marmor, som blev anbragt op ad væggen, lige vest for den nordlige kordør (ifølge Thurahs plantegning fra 1746). Fonten var først omgivet af et jerngitter, som dog snart (før 1736) blev udskiftet med en fontelukkelse i marmoreret egetræ med messingbalustre. I 1835 blev dåben flyttet til korets sydside, overfor Hans Schacks epitafium. I 1869 modtog kirken fra Vor Frue Kirke et stort dåbsfad fra 1691, som gjorde at fontekummen måtte udhugges.
I 1956 holdt dåben igen flyttedag, i forbindelse med, at man fik en ny døbefont af bremersandsten, tegnet af kongelig bygningsinspektør Thomas Havning. Den blev nu anbragt i skibets sydside, ud for korgitteret og Gerckens font og fontelukkelsen blev gemt af vejen. Gerckens font er dog kommet frem igen, sandsynligvis ved renoveringen i 1982-83 men måske først i 1987, og står nu på det sted, hvor den nye font var blevet anbragt. Havnings font blev overgivet til Nationalmuseet, som i 1990 udlånte den til Skive Kirke.

### Orgler
Hvor meget af kirkens første inventar havde karakter af foreløbige løsninger, så gjaldt det ikke orglet. Det blev derimod betragtet som et af byens fineste. Det blev bygget af Hans Christof Frietzsch fra Hamborg, hvis første disposition omfattede 42 stemmer, men det blev ændret, efter hans ankomst til København, til 40 stemmer med en mere traditionel klang end i det første forslag. Arbejdet begyndte i slutningen af 1656, men orglet var først færdigt midt i 1660, da arbejdet blandt andet besværliggjordes af Københavns belejring. Orglet blev repareret i 1683 og repareret og udvidet i 1710.
I 1731 byggede Lambert Daniel Kastens et nyt orgel til kirken med 39 stemmer, med en lignende klangopbygning som hans instrument i Holmens Kirke. Det er Kastens orgelfacade, som ses i kirken i dag – dog havde Kastens orgel ikke noget rygpositiv, det er kommet til senere (se nedenfor). Orglet gennemgik større reparationer ved forskellige orgelbyggere i 1757 (hvor facaden første gang blev stafferet), 1792, muligvis i 1826 og endelig ved kirkens hovedrestaurering i 1834-35. Fra 1862 var værket ikke længere brugbart, og kirken måtte klare sig med et lejet instrument frem til 1870.
I 1870 blev der indhentet tilbud på en nyt orgel fra Daniel Köhne og Knud Olsen. Man valgte Knud Olsens forslag, og han byggede et værk med 36 stemmer bag Kastens facade, som blev malet og forgyldt. Facadepiberne blev udskiftet med 102 stumme og 21 klingende piber. Værket havde tre manualer og to pedalværker, men dog kun ét pedalklaviatur. Orglet blev ombygget i 1915 af I. Starup, og blev brugt frem til 1956.
Kirkens nuværende orgel er bygget af Marcussen og Søn i 1956. Det havde til at begynde med 50 stemmer og det er til dette instrument at rygpositivet blev sat op. Det rigsvåben, der tidligere sad midt på orgelbalustraden, er blevet indarbejdet i rygpositivets facade, som er tegnet af Thomas Havning, der som nævnt også tegnede døbefonten fra samme år. I 1977 blev orglet ombygget til 53 stemmer, fordelt på tre manualer og pedal, af Poul-Gerhard Andersen.
I 1987 blev hovedorglet suppleret med et kororgel, bygget af Poul-Gerhard Andersen med et ydre tegnet af Inger og Johannes Exner. Orglet er indbygget i en skulpturel trækasse, som er marmoreret i farver, som ikke helt matcher rummets øvrige marmoreringer. I facaden er en svelle, hvorpå der er fastgjort små trompetlignende messingstave, der bevæger sig med svellen. De bidrager dog, så vidt vides, ikke til orglets klang. Instrumentet har 9 stemmer fordelt på to manualer og pedal. På trods af navnet står kororglet uden for koret, mellem søjlerne i nordsiden, over for døbefonten.

### Malerier
Der kan ses tre malerier i kirkens kor. Det største sidder på søndre skriftestols nordvæg, over det sted hvor dåben stod fra 1835 til 1956. Billedet hedder Velsignelsen og er signeret af Anton Dorph. Det er skænket til kirken i 1873. På østenden af hver af de to skriftestole sidder mindre malerier over dørene, som kun kan ses, hvis man står helt oppe ved siden af alteret. I sydsiden sidder et værk af Andreas Brünniche forestillende Kristi dåb, fra 1738. I nordsiden sidder et billede af en anonym kunstner forestillende korsfæstelsen. Det er fra begyndelsen af 1700-tallet.

## Gravminder
Som nævnt var der anlagt en kirkegård omkring kirken, men der blev også foretaget begravelser under kirkegulvet, både i skib og kor. Ud over de gravminder, som nævnes nedenfor, redegør Danmarks Kirker også for 14 epitafier fra sidste halvdel af 1600-tallet, som gik tabt ved branden 1728, 24 gravsten, som er gået tabt, og endelig 91 kisteplader, hvoraf 74 er bevaret.

### I kirken

#### Grave under skibet
I skibet var der dels murede grave, dels muldbegravelser. Gravene i midtskibet må nødvendigvis være blevet forstyrret ved indlæggelsen af varmeledninger i 1800-tallet, men de er ikke blevet undersøgt siden, og man ved ikke meget om dem. Via arkiverne kan man finde frem til nogle af navnene, bl.a. er kirken første to sognepræster begravet her, Jens Justesen Bjerre og Albert With. Af de øvrige er det mest interessante navn nok Laurids de Thurah, som blev bisat her i 1759. En tavle på skibets nordvæg, mellem sjette og syvende fag, minder om dette. To ligsten er bevaret i kirken, den ene ved trappen til koret, den anden i den søndre forstue. På den førstnævnte fra o.1730 er indskriften for længst slidt bort, men på den anden kan man læse, at den ligger over murermester Andreas Sihm, som er død 1760.

#### Krypten under koret
I 1656 blev der udarbejdet en plan for begravelser under kirken. I koret blev der udstukket et antal dobbeltgrave, som kunne mures og hvælves, som blev udbudt til forskellige priser, alt efter hvor attraktivt de var placeret. De bedste pladser, under alteret, blev udbudt til 300 rigsdaler for hver gravplads, de billigste til 100 slettedaler. Der blev med tiden muret 15 gravrum under koret, som vist på tegningen. Der var individuel adgang til hvert gravrum. De fire vestlige havde murede trapper fra tværgangen, og der var også trapper til rum 12 og 15 bag alteret. Til de øvrige rum måtte kisterne sænkes ned gennem lemme i korgulvet.
De 15 gravrum blev erhvervet af følgende familier:
| Nr. | Ejer                    | År   | Nr. | Ejer                      | År   | Nr. | Ejer               | År   |
| 1   | Körbitz                 | 1676 | 2   | Hans Schack               | 1664 | 3   | Joachim Gersdorff  | 1658 |
| 4   | Mogens Friis            | 1666 | 5   | Hans Leth                 | 1674 | 6   | Didrik Fuiren      | 1656 |
| 7   | Rasmus Hansen Brochmand | 1664 | 8   | Lambert van Haven         | 1681 | 9   | Henrik von Stöcken | 1674 |
| 10  | Claus Sohn              | 1676 | 11  | Jørgen Eilersen           | 1679 | 12  | Bolle Luxdorph     | 1686 |
| 13  | Jørgen Elers            | 1667 | 14  | Hans Mathiesen Mikkelborg | 1663 | 15  | Erik Krag          | 1658 |

Der var også udarbejdet en plan for gravrummenes tilhørende epitafier, både med hensyn til placering og til dels også udseendet. Planen blev ikke helt gennemført, og de fleste af epitafierne gik tabt i branden 1728. Kun Schacks overlevede, og står stadig på sin oprindelige plads.
Ved indbygningen af skriftestolene blev de jerngitre, der havde dækket nedgangene til Körbitz' og Friis' gravrum flyttet hen ved siden af alteret, hvor de stadig står, så de danner den alteromgang, der forbinder skriftestolene og døren til præsteværelset i tilbygningen bag alteret. Ved indlægningen af varme i 1800-tallet blev gravrum nr. 7 og 12 omdannet til fyrkælder. Kisterne fra de to rum blev enten begravet, eller flyttet til andre gravrum.
I 1926-27 blev gravrummene åbnet og istandsat. Man fandt omkring 125 kister og en del løse kisteplader i rummene – alene i Dr. Hans Leths rum var der stablet 33 kister i fire lag. De kister som var i for dårlig stand, og de af mindre historisk interesse, blev begravet, og de resterende omfordelt i gravrummene. Der blev også lavet forbindelser mellem rummene, så de nu danner to sammenhængende grupper, én på hver side af fyrrummet, med adgang via trapperne til rum 10 hhv. 15.

#### Epitafier i kirken
Ud over ovennævnte tavle over Thurah findes der 9 epitafier i kirken, hvoraf 8 er synlige. Det niende, som er sat over Henrik von Stöcken i 1730, er skjult bag søndre skriftestol. Det ældste er over Hans greve af Schack og står nu op ad nordre skriftestols sydvæg, i koret. Det er fra 1687, de øvrige er alle fra 1700-tallet med Terkel Klevenfeldts fra 1798 som det nyeste. Sidstnævnte er udsmykket med en portrætmedaljon udført af Johannes Wiedewelt, som også har lavet Niels Kønsbergs aflange epitafium fra 1783, der sidder på kirkens nordvæg, under pulpituret.
- Hans Schacks epitafium.
- Niels Kønsbergs epitafium.
- Terkel Klevefeldts epitafium.
- Lauritz de Thurahs epitafium.

### På kirkegården

#### Omlægninger
Kirken var fra starten anlagt med kirkegård på alle sider, dog med det største del af arealet øst for bygningen. Kirkegården var delt i to af den sti, som forbandt Købmagergade med den daværende Springgade, og samtidig gav adgang til den sydvestre portal, som var kirkens hovedindgang indtil 1817. Der var hegnsmure mod de omkringliggende gader, og muren mod Landemærket gik så tæt forbi kirkens nordøstre hjørne, at den smalle del af kirkegården, som lå nord for kirken, nærmest var afskåret fra resten, og den har så vidt vides aldrig været brugt til begravelser. Derimod lå der fra 1697 til branden i 1728 en klokkerbolig på området på hjørnet mod Købmagergade. Da man i 1798 opførte de ovennævnte butikker blev området endnu mindre, og i 1817 da man "vendte" kirken, blev resten sløjfet.
Den øvrige del af kirkegården beholdt sin størrelse frem til 1870, selv om det officielt ikke var tilladt at foretage begravelser inden for voldene efter 1796. Man har dog gravsten fra kirkegården helt frem til omkring 1840, så forbuddet er åbenbart tolket lempeligt. I starten af 1870'erne blev den østlige del solgt fra (bl.a. til den Hambroske badeanstalt), og det resterende blev omdannet til offentligt anlæg. Stien, som nu var spærret mod øst, blev drejet rundt om kirkens østende til Landemærket.
I 1928 blev kirkegården flisebelagt, og kun et lille indhegnet område i kirkens forlængelse mod øst har nu karakter af kirkegård. Her ligger og står de tilbageværende gravsten og gravmonumenter. Området blev renoveret i 2002. I starten af 1980'erne blev konsollerne, som bærer udsigtsplatformen på Rundetårn, renoveret, og nogle af de udskiftede sandstensdele, som for nogles vedkommende stammer helt tilbage fra tårnet blev bygget, blev anbragt på den flisebelagte del af anlægget. Kunstneren Eigil Westergaard har udhugget dyrefigurer i nogle af stenene.

#### Gravsten
Danmarks Kirker redegør for 11 bevarede gravsten, som nu ligger langs kirkens sydmur og ved østgavlen. Den ældste er fra første halvdel af 1700-tallet og lagt over brændevinsbrænderne Morten Knudsen Gebauer og Eilert Andersen Møller m.fl. Den nyeste er fra omkring 1840 og sat over Ludvig Sophus Fallesen. Den er nu indmuret i korets skrå sydøstre mur ved siden af hans fars, sognepræsten Lorenz Nicolai Fallesens, sten fra o.1824. I samme murstykke sidder Claudi Rossets store ligsten, men det er ikke originalen fra 1767, da den revnede og i 1917 blev erstattet af en nøjagtig kopi. Originalen skulle nu være opstillet i Medicinsk Museions gård.
- Fallesens gravsten
- Claudi Rossets sten (kopi fra 1917 af originalen fra 1700-tallet)
- Rasmus og Peder Møllers mindesten
- Christopher Hauschildts særegne monument

#### Monumenter
Danmarks Kirker beskriver også syv gravmonumenter, og dertil kan lægges mindepladen over Frederik Christian Eilschov som Dyrenes Beskyttelse lod opsætte på kirkemuren i 1973. Det ældste monument er fra o.1805 og sat over brødrene Rasmus og Peder Møller af deres søster Birgitte Møller, til hvem de havde efterladt deres formue. Da Nationalmuseet fotograferede monumentet o.1960 var indskriften stadig tydelig, men i dag er den næsten forsvundet.
I hjørnet mellem den sydøstre støttepille og korets sydøstvendte skråmur står et bemærkelsesværdigt monument over glarmester Christopher Hauschildt. Det har sin egen lille smedejernsindhegning, som er hævet lidt over det øvrige areal, og er udformet i nygotisk stil, nærmest som et alterskab. Det er udført af billedhuggeren Carl Frederik Holbech og opsat 1835 over Hauschildt og hustrus grav. Det var en testamentarisk pengegave fra Hauschildt som muliggjorde restaureringen af kirken i 1835.
Digterne Johannes Ewald og Johan Herman Wessel er begge begravet på Trinitatis kirkegård. Ewalds ligsten fra omkring 1781 ligger i anlægget ved østgavlen, omtrent på sin originale plads, idet den ved omlægningen i 1929 blev drejet en kvart omgang. Stenens indskrift er fornyet i 1905. Ved siden af blev i 1929 lagt en sten med samme udseende til minde om Wessel, men man kender ikke placeringen af Wessels grav. Wessel har et andet monument i anlægget, sat i 1863 af Selskabet til Wessels Minde. Endelig er der et stort fællesmonument for de to digtere i det flisebelagte område, ned mod Købmagergade, med portrætmedallioner i bronze. Det er sat op i 1879 og udført af billedhuggeren Otto Evens.
- "Wessel Minde"s sten over Johan Herman Wessel
- Johan Ewalds gravsten
- Wessels matchende mindesten
- De to digteres dobbeltmonument

## Literatur
- Danmarks Kirker, København, bind 2: Trinitatis Kirke. s. 223-400 (Hæfte 10-11), Nationalmuseet 1960-1965
- Runde Kirke, Taarn og Sogn. Trinitatis gennem 350 år., Nyt Nordisk Forlag 2006. ISBN 87-17-03889-8.
- De danske Kirker, redigeret af Erik Horskjær. Bind 1, Storkøbenhavn. G.E.C. Gads Forlag, 1969-1971. ISBN 87-12-17550-1
- Rundetaarn, Jan Steenberg, Nationalmuseet og Rhodos. Udateret, men er udgivet i 325 året for nedlæggelsen af grundstenen til Rundetårn, dvs. 1962.

## Eksterne kilder og henvisninger
- Wikimedia Commons har flere filer relateret til Trinitatis Kirke (København)
- Trinitatis historiske kilder
- Trinitatis Kirke hos KortTilKirken.dk
- Trinitatis Kirke hos danmarkskirker.natmus.dk (Danmarks Kirker, Nationalmuseet)